# Hyposmocoma niveiceps
Hyposmocoma niveiceps là một loài bướm đêm thuộc họ Cosmopterigidae. Nó là loài đặc hữu của Molokai và Lanai.